# CS Mindelense

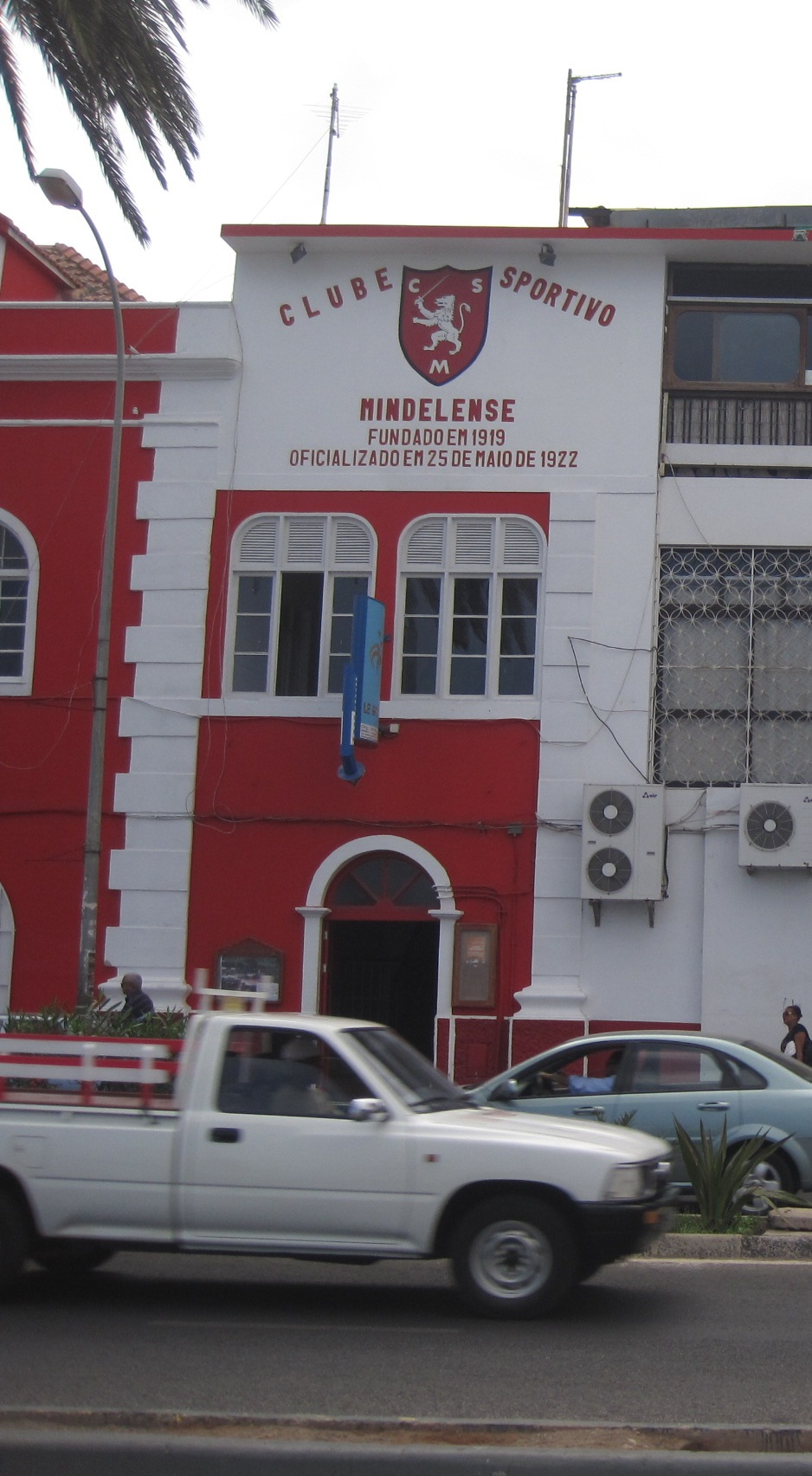

Clube Sportivo Mindelense is een Kaapverdische voetbalclub uit Mindelo, gelegen op het eiland São Vicente. Het is een van de succesvolste clubs van het land en won al 21 landstitels (11 na onafhankelijkheid).

## Erelijst
Landskampioen
Voor onafhankelijkheid: 1939, 1949, 1950, 1956, 1960, 1962, 1963, 1966, 1968, 1971
Na onafhankelijkheid: 1976, 1977, 1981, 1988, 1990, 1992, 1998, 2011, 2013, 2014, 2015
Eilandskampioen
1932, 1933, 1934, 1935, 1936, 1940, 1941, 1942, 1943, 1946, 1947, 1949, 1950, 1951, 1952, 1954, 1955, 1956, 1957, 1958, 1959, 1960, 1962, 1966, 1968, 1969, 1970, 1971, 1974/75, 1975/76, 1976/77, 1977/78, 1978/79, 1979/80, 1980/81, 1981–82, 1987/88/1988/89, 1989/90, 1991/92, 1993/94, 1995/96, 1996–97, 1997/98, 2005/06, 2008–09, 2010–11, 2012-13, 2014-15, 2015-16, 2016-17, 2017-18
Openingstoernooi van São Vicente
1999/00, 2002/03, 2004/05, 2005/06, 2007–08, 2008–09, 2011-13
Beker van São Vicente
2007–08, 2012–13, 2014–15
Supercup van São Vicente
2007/08, 2012-13, 2014-15, 2015/16

## Voorzitters
- Augusto Vasconcelo Lopes (in 2012)
- Cape Verde Adilson Nascimento (2013–15)
- Daniel de Jesus

## Trainers
- Tchida (in 2011)
- Almara (in 2012)
- Rui Alberto Leite